# Orange Grove (Texas)
Orange Grove es una ciudad ubicada en el condado de Jim Wells en el estado estadounidense de Texas. En el Censo de 2010 tenía una población de 1.318 habitantes y una densidad poblacional de 470,32 personas por km².

## Geografía
Orange Grove se encuentra ubicada en las coordenadas 27°57′22″N 97°56′19″O / 27.95611, -97.93861. Según la Oficina del Censo de los Estados Unidos, Orange Grove tiene una superficie total de 2.8 km², de la cual 2.8 km² corresponden a tierra firme y (0%) 0 km² es agua.

## Demografía
Según el censo de 2010, había 1.318 personas residiendo en Orange Grove. La densidad de población era de 470,32 hab./km². De los 1.318 habitantes, Orange Grove estaba compuesto por el 87.41% blancos, el 0.68% eran afroamericanos, el 0.3% eran amerindios, el 0.23% eran asiáticos, el 0.15% eran isleños del Pacífico, el 8.88% eran de otras razas y el 2.35% pertenecían a dos o más razas. Del total de la población el 51.21% eran hispanos o latinos de cualquier raza.